# Біломісне (Новооскольський район)
Біломісне (рос. Беломестное) — село у Новооскольському районі Бєлгородської області Російської Федерації.
Населення становить 1091 особу. Входить до складу муніципального утворення Новооскольський міський округ.

## Історія
Населений пункт розташований у східній частині української суцільної етнічної території — східній Слобожанщині.
Від 2018 року органом місцевого самоврядування є Новооскольський міський округ.

## Населення
| 2002 | 2010  |
| ---- | ----- |
| 1124 | ↘1091 |